# The Schoolmaster of Mariposa
Pour plus de détails, voir Fiche technique et Distribution.
The Schoolmaster of Mariposa est un film muet américain réalisé par Francis Boggs et sorti en 1910.

## Fiche technique
- Titre : The Schoolmaster of Mariposa
- Réalisation : Francis Boggs
- Scénario : Lanier Bartlett, d'après son histoire
- Photographie :
- Montage :
- Producteur : William Selig
- Société de production : Selig Polyscope Company
- Société de distribution : General Film Company
- Pays de production :  États-Unis
- Langue : film muet avec les intertitres en anglais
- Métrage : 300 mètres
- Format : Noir et blanc — 35 mm — 1,33:1 — Muet
- Genre : Western
- Durée : 10 minutes
- Date de sortie : 
  - États-Unis : 15 septembre 1910

## Distribution
- Hobart Bosworth
- Betty Harte
- Tom Mix